# Peter Scheeren
Peter Scheeren (ur. 30 lipca 1955) – holenderski szachista, mistrz międzynarodowy od 1982 roku.

## Kariera szachowa
W 1974 r. zdobył w Rotterdamie brązowy medal mistrzostw Holandii juniorów do 20 lat. W 1978 r. zajął III m. (za Jurajem Nikolacem i Hansem Böhmem) w międzynarodowym turnieju rozegranym w Eerbeeku. W 1980 r. podzielił I m. (wspólnie z Israelem Zilberem, Josipem Rukaviną i Beatem Zügerem) w otwartym turnieju festiwalu w Biel, natomiast w 1982 r. zwyciężył (wspólnie ze Stefanem Kindermannem) w turnieju B festiwalu w Wijk aan Zee. W 1983 r. reprezentował narodowe barwy na drużynowych mistrzostwach Europy w Płowdiwie (VII miejsce), natomiast w 1984 r., zdobył w Hilversum brązowy medal indywidualnych mistrzostw Holandii oraz jedyny raz w karierze wystąpił w reprezentacji kraju na szachowej olimpiadzie, rozegranej w Salonikach (X miejsce). W 1987 r. był uczestnikiem turnieju strefowego (eliminacji mistrzostw świata) w Budel, zajmując IX miejsce. W 1988 r. zakończył profesjonalną karierę szachisty, w kolejnych kilkunastu latach rozgrywając zaledwie kilka partii klasyfikowanych przez Międzynarodową Federację Szachową.
Najwyższy ranking w karierze osiągnął 1 lipca 1983 r., z wynikiem 2455 punktów zajmował wówczas 5. miejsce wśród holenderskich szachistów.